# Johny Thio
Johny Donald Thio (* 2. September 1944 in Roeselare; † 4. August 2008 in Hooglede) war ein belgischer Fußballspieler.

## Karriere
Thios erste Vereine waren FC Eendracht Hooglede und KFC Roeselare. Von 1963 bis 1975 spielte er für den FC Brügge, mit dem er 1973 als Mannschaftskapitän belgischer Meister wurde und 1968 und 1970 den Belgischen Pokal gewann. 
Thio hatte 293 Einsätze in der höchsten Spielklasse Belgiens, der Jupiler League und 21 im UEFA-Pokal. Er absolvierte im Lauf seiner Karriere 18 Spiele für die belgische Nationalmannschaft und war Teilnehmer an der im eigenen Land stattfindenden Europameisterschaft 1972. Im Anschluss an seine aktive Karriere arbeitete er als Trainer bei SV Zottegem, SK Gullegem und FC Roeselare.
Er starb im Alter von 63 Jahren an den Folgen eines Herzinfarkts.